# Чу (річка)
Чу (кирг. Чүй, каз. Шу) — річка в Киргизстані та Казахстані. Утворюється при злитті річок Джоонарик і Кочкор, які беруть початок у хребтах Терсей-Алатау і Киргизькому. Нижче їх злиття Чу проривається до Іссик-Кульської улоговини, де тече на захід від озера Іссик-Куль; у паводок рукавом Кутемалди частина стоку Чу скидається в озеро. Через Боомську ущелину річка виходить до Чуйської долини, де з сусідніх гір стікають численні притоки. У низинах річка перетинає пустелю Муюнкум і впадає у озеро Акжайкин в западині Ащиколь.
Довжина 1 067 км, площа басейну 62,5 тисяч км².
Живлення льодовиково-снігове; істотна роль підземного стоку. Середня витрата води при виході з гір 130 м³/с, найбільший стік в липні—серпні; у низинах наприкінці липня—на початку серпня пересихає, у грудні стік відновлюється. У верхів'ях лід з листопада по квітень, у низинах — з грудня по березень.
Основні притоки: праві: Чон-Кемін, Іргайти, Какпатас; ліві: Аламедін, Аксу, Курагати. На Чу розташоване Ортокойське водосховище, три водопідіймальні греблі. Численні зрошувальні канали (на зрошування витрачається 55 % стоку).
На Чу — міста Токмок, Шу.